# Franziskanerinnenkloster Leutkirch im Allgäu

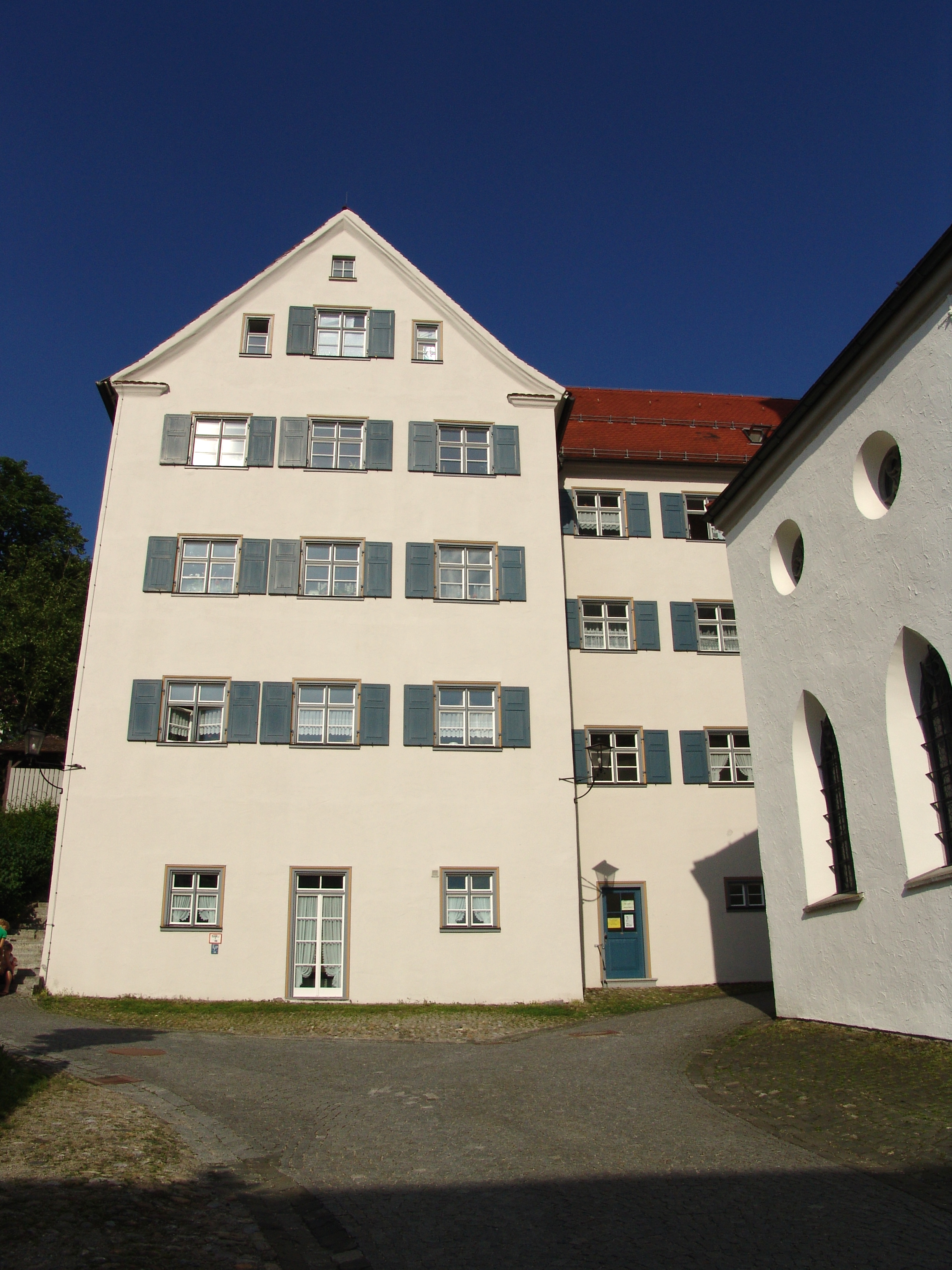
Der Nordtrakt des Klostergebäudes (Altstadtseite)

Das Franziskanerinnenkloster in der ehemaligen freien Reichsstadt Leutkirch im Allgäu wurde vermutlich im 14. Jahrhundert gegründet und bestand bis zur Säkularisation 1804.

## Geschichte
Die Terziarinnengemeinschaft in Leutkirch wurde wohl im 14. Jahrhundert gegründet. Die frühere Vermutung eines Vorläuferordens der Augustinerinnen zwischen 1281 und 1350 gilt heute eher als unwahrscheinlich. Die Chroniken des 17. und 18. Jahrhunderts vermengen die Geschichten des Memminger Augustinerinnenklosters und des Leutkircher Klosters. Diese pflegten äußerst enge Beziehungen. Von der Leutkircher Gemeinschaft ging 1444 die Gründung des Memminger Franziskanerinnenklosters aus. Der Konvent in Leutkirch starb 1486 aus und wurde von dem Memminger Konvent mit einer Schwester neu belebt. Der Konstanzer Bischof Otto IV. von Sonnenberg bestätigte am 16. Mai 1486 der Schwester die vollzogene Neugründung des Leutkircher Klosters. Gleichzeitig wurde ihr die Befolgung der Drittordensregel bestätigt. Im Jahre 1494 erhielten die Leutkircher Schwestern die päpstliche Bestätigung als Terziarinnen.

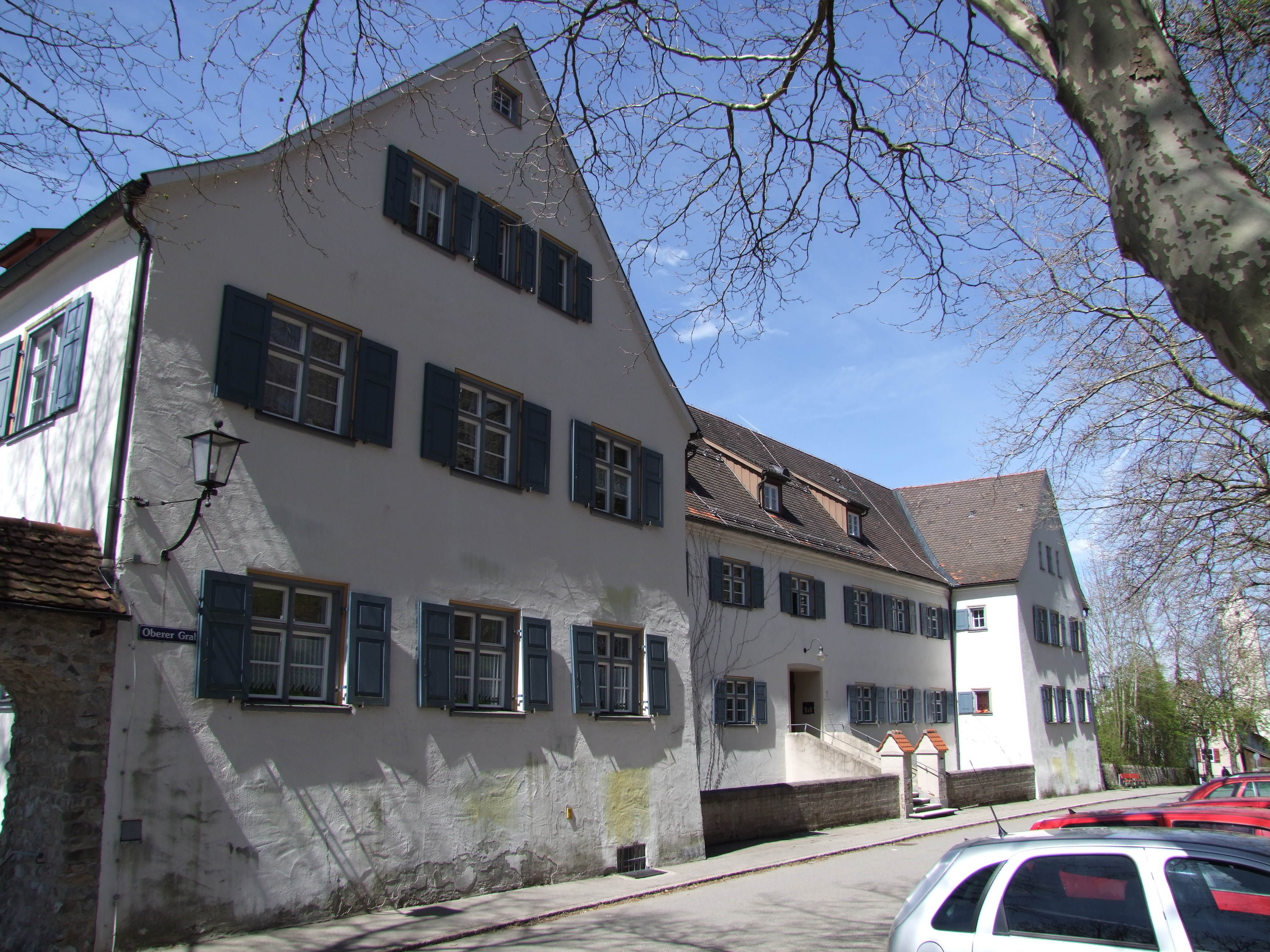
Ostseite des ehemaligen Klosters

Bereits seit der Gründung unterstand das Kloster dem Franziskanerkloster Lenzfried. Der Leutkircher Pfarrer übernahm die Aufgabe des Seelsorgers und Beichtvaters für die in strenger Klausur lebenden Nonnen. Das Kloster stand seit 1503 in weltlichen Dingen unter der Aufsicht der Reichsstadt Leutkirch. Im selben Jahr wurde aufgrund der räumlich beengten Situation ein größeres Klostergebäude erstellt. Im Jahre 1546 schloss sich Leutkirch der Reformationsbewegung an. Die direkt neben dem Kloster stehende Kirche St. Martin, die mit dem Kloster durch einen Gang verbunden war, wurde ebenfalls evangelisch. In den ersten beiden Reformationsjahren konnten die Nonnen lediglich dem evangelischen Gottesdienst beiwohnen. Das Kloster blieb jedoch auch während der Zeit bestehen und konnte sich so über die Reformation retten. Es wurde in den Jahren 1617 bis 1618 erweitert, da die Zahl der Nonnen stetig stieg. Das noch bestehende Haus baute Jodocus Beer und nach seinem Tod dessen Bruder Franz Beer von der Auer Zunft. Über der Sakristei der Martinskirche erhielten die Nonnen zu dieser Zeit einen eigenen Andachtsraum, der ebenfalls durch einen Gang mit dem Kloster verbunden war. In der Zeit des Dreißigjährigen Krieges reduzierte sich die Anzahl der Nonnen von 17 auf 5. Hauptgrund war die Pest, die 1628 und 1635 in der Stadt wütete.
Im Zuge der Säkularisation fiel das Kloster 1803 an den Deutschen Orden. Dieser verleibte es seiner Deutschordenskommende Altshausen ein. Der bayerische König – Leutkirch gehörte zwischenzeitlich zum Königreich Bayern – hob das Kloster 1804 auf. Die Nonnen erhielten eine kleine Pension und konnten bis 1812 im Kloster bleiben. Erst danach Zeit mussten sie auf Anordnung des württembergischen Königs ausziehen, da Leutkirch endgültig dem Königreich Württemberg zugeschlagen worden war.
In der Folge wurde das ehemalige Kloster als Wohn- und Schulgebäude genutzt. Heute dient das Haus mit seniorengerechten Wohnungen nur noch Wohnzwecken.